# 山田美菜子
山田 美菜子（やまだ みなこ、1990年4月26日 - ）は、日本のファッションモデル、レースクイーン。オスカープロモーション所属。兵庫県神戸市出身。

## 来歴
上京後、2009年に日本スイムスーツ協会 (JSA) の第6代キャンペーンガールに選出。同年に行われた新作水着発表会でモデルデビューをした後、翌2010年から1年間キャンペーンガールを務めた。それと並行して、2010年から2011年までNAKAJIMA RACINGのレースクイーンを務め、チームのスポンサーであるエプソン販売が販売するセイコーエプソンの製品広報活動にも従事した。
2013年にはミス・ワールドに出場。日本代表ファイナリストの1人となり、準グランプリを受賞した。

## 人物
目標の女優は米倉涼子。好きなお笑い芸人はNON STYLEの石田明。

## 出演

### テレビ番組
- ゲーム★マニアックス（アニマックス、2016年5月[6] - 2017年3月）

### ラジオ番組
- 志村けんのFIRST STAGE〜はじめの一歩〜（ジャパンエフエムネットワーク）

### CM
- カロリーウォークプラス カラフルガールズ編（ムーンスター、2011年）
- 窯出しとろけるプリン（サークルKサンクス、2012年）
- Cherie Dolce 幸せにしちゃいます篇（サークルKサンクス、2013年）
- メディキュット（レキットベンキーザー・ジャパン、2014年・2015年[7]）
- イオンフィナンシャルサービス（2014年）
- Ban シャワーデオドラント、汗ブロックロールオン（ライオン、2014年・2015年[8]）
- イオンの浴衣（2014年）
- ユニバーサル・スタジオ・ジャパン 夏のワンピース・プレミアショー 究極の臨場感篇（2014年）
- イオンカード（イオンクレジットサービス、2015年[9]）
- トヨタ自動車 インフォマーシャル（2015年）

## モデル活動

### 雑誌
- 週刊ポスト（小学館、2010年2月15日）
- ZENBI（全日本美容業生活衛生同業組合連合会、2011年）
- 着物に似合うアップスタイル（アイメディア、2011年）
- ベストカー別冊 5月号（講談社ビーシー、2011年）
- 輸入車中古情報（内外出版社、2011年）
- 楽園ゴルフ（エイ出版社、2013年）
- アサヒカメラ（朝日新聞出版、2013年）
- 週刊オートスポーツ（三栄書房、2013年）
- Ocappa 5月号（髪書房、2013年）